# Medaglia di Acri
La medaglia di Acri (detta anche medaglia della seconda guerra siriana) fu una medaglia militare conferita dal sultano Abdülmecid I ai soldati dell'impero ottomano che presero parte al bombardamento di Acri, nell'ambito della Guerra egizio-ottomana (1839-1841) (detta anche "seconda guerra siriana"). La medaglia venne successivamente conferita a tutti coloro che avessero prestato servizio nell'intera campagna militare.

## Insegne
- La  medaglia consisteva in un disco d'argento o di bronzo riportante sul diritto il tughra del sultano ottomano all'interno di una corona d'alloro. Sul retro si trovava la raffigurazione del Krak dei Cavalieri (simbolo di Acri) sovrastato da una bandiera ottomana in cima ad un'asta e sormontato da sei stelle a cinque punti nel cielo, con la scritta "Il popolo della Siria ed il forte di Acri" in arabo e l'indicazione dell'anno 1257 del calendario islamico (1840 nell'era cristiana).
- Il nastro era rosso con una striscia bianca per parte.